# Berg, Starnberg
Berg là một đô thị trong huyện Starnberg bang Bayern, Đức.

## Các làng thuộc xã
Có 15 làng được ghi chú theo loại.):
- Allmannshausen (Kirchdorf)
- Assenhausen (Dorf)
- Aufhausen (Dorf)
- Aufkirchen (Pfarrdorf)
- Bachhausen (Dorf)
- Berg (Kirchdorf)
- Biberkor (Weiler)
- Farchach (Kirchdorf)
- Harkirchen (Kirchdorf)
- Höhenrain (Pfarrdorf)
- Kempfenhausen (Dorf)
- Leoni (Dorf)
- Martinsholzen (Einöde)
- Mörlbach (Kirchdorf)
- Sibichhausen (Dorf)

## Lịch sử

### Cho tới thế kỷ 19
Nơi này được nhắc đến lần đầu tiên vào năm 822 với tên gọi perge cum basilica (Berg với nhà thờ).
Vương tộc Wittelsbach bắt đầu ảnh hưởng đến làng đánh cá và nông nghiệp vào thế kỷ 17. Tuyển hầu tước Ferdinand Maria đã mua lại một mảnh đất bên hồ nơi lâu đài Berg được xây dựng, nơi vẫn thuộc sở hữu của gia đình Wittelsbach cho đến ngày nay. Ludwig II đã sử dụng lâu đài như một nơi cư trú vào mùa hè. Các Hoàng hậu của Nga và Áo đã đến đây thăm ông.
Năm 1818, đơn vị hành chính xã được thành lập. Aufkirchen và Leoni từ 1818 thuộc về xã Berg.

### Thế kỷ 20

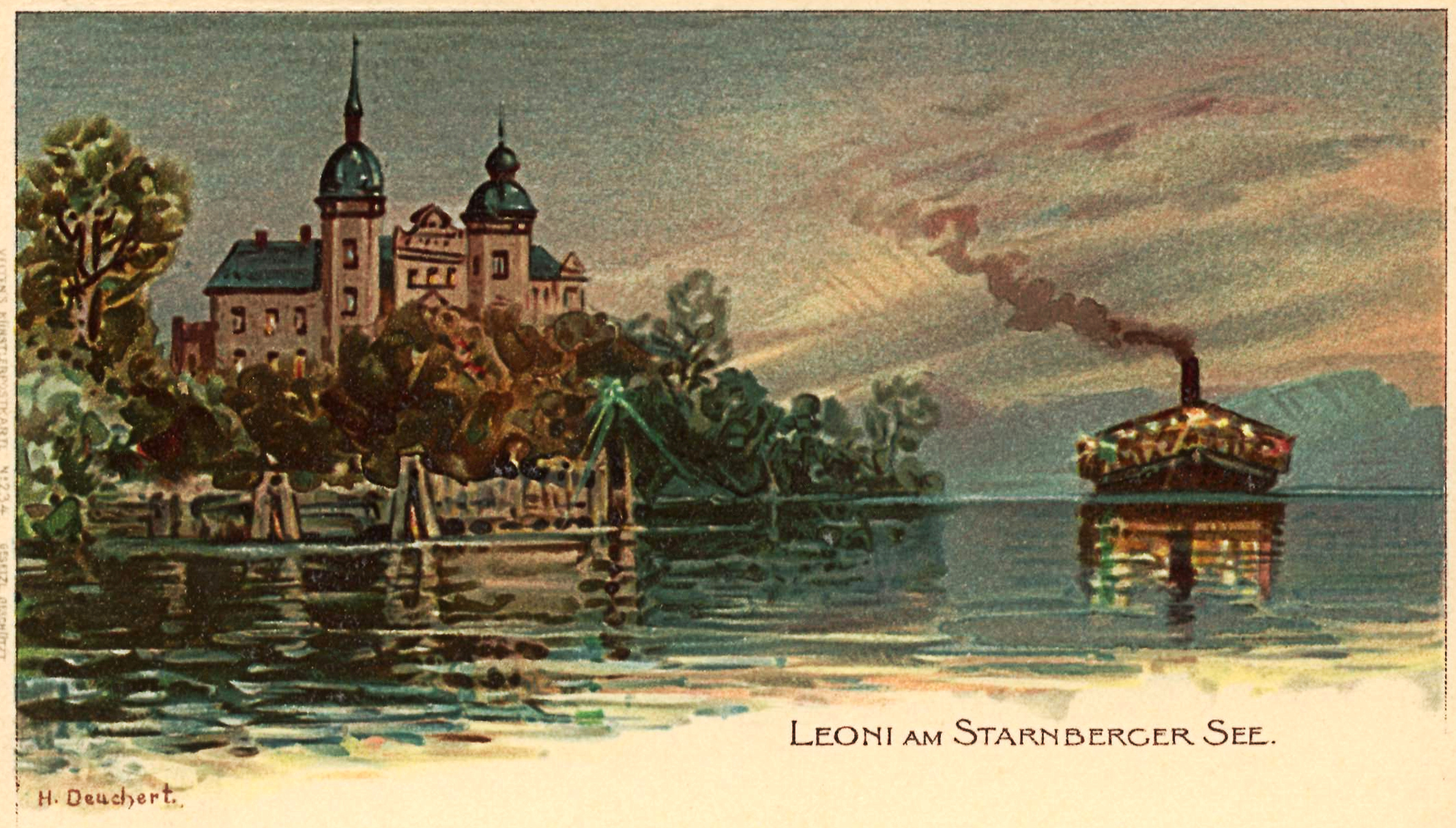
Leoni (um 1900)

Vào ngày 1 tháng 10 1937 Kempfenhausen được cho nhập vào xã. Từ 1 tháng 1 1975 Bachhausen và Höhenrain cũng thuộc xã Berg.

### Phát triển dân cư
Từ 1988 cho tới 2018 xã tăng dân từ 6709 lên 8296, tăng 23,7 %.
| Jahr      | 1840 | 1900 | 1939 | 1950 | 1961 | 1970 | 1987 | 1991 | 1995 | 2005 | 2010 | 2015 |
| Einwohner | 1174 | 1460 | 2316 | 4503 | 4621 | 5106 | 6381 | 7126 | 7313 | 7936 | 8156 | 8264 |

## Danh lam thắng cảnh

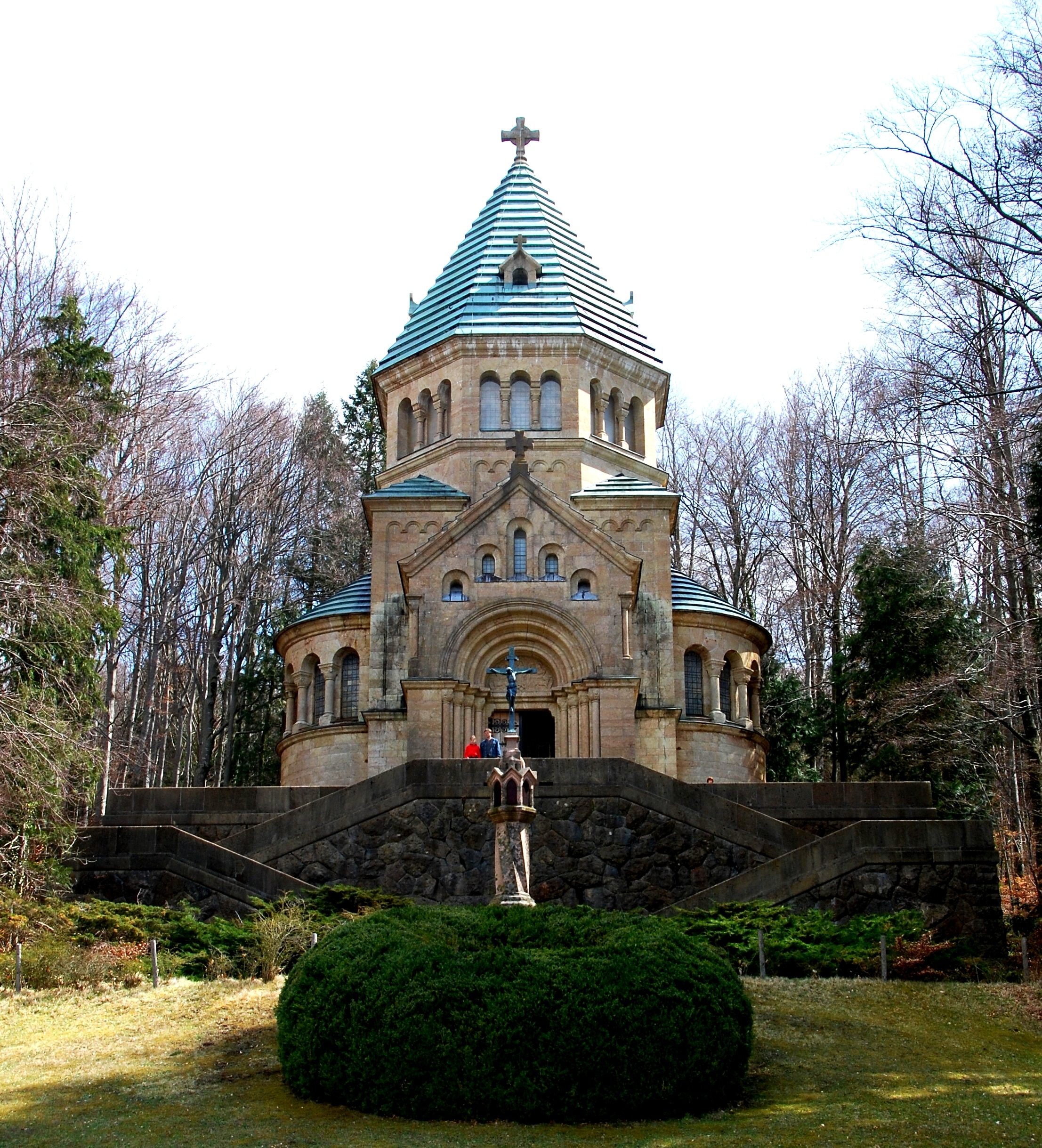
Votivkapelle ở Berg, bên hồ Starnberg

### Votivkapelle
Die zu Ehren von Ludwig II. errichtete Gedächtniskirche St. Ludwig liegt im Wald oberhalb der Stelle, wo die Leiche des Königs am Pfingstsonntag, 13. Juni 1886, im See gefunden worden ist. 1887 stiftete seine Mutter Königin Marie eine Totenleuchte, die später in die Treppenanlage integriert wurde. Den Grundstein zum Bau der sogenannten Votivkapelle legte der Prinzregent Luitpold am 10. Todestag des Königs im Juni 1896. Vier Jahre später konnte die im neuromanischen Stil gebaute Kirche eingeweiht werden. Entworfen hatte sie der ehemalige Architekt des Königs Hofoberbaurat Julius Hofmann.
Nhà thờ tưởng niệm thánh Ludwig, được xây dựng để tôn vinh Ludwig II, nằm trong khu rừng phía trên nơi tìm thấy thi thể của nhà vua trong hồ, ngày 13 tháng 6 năm 1886. Năm 1887, mẹ của ông, Hoàng hậu Marie, đã tặng một chiếc đèn cho người chết, sau này được tích hợp vào cầu thang. Hoàng tử nhiếp chính Luitpold đã đặt viên đá nền cho việc xây dựng Votivkapelle vào ngày kỷ niệm 10 năm ngày mất của nhà vua vào tháng 6 năm 1896. Bốn năm sau, nhà thờ, xây dựng theo phong cách tân Romanesque, được khánh thành. Nó được thiết kế bởi Julius Hofmann, cựu kiến trúc sư của nhà vua.
Ngay cả ngày nay, "Những người trung thành với nhà vua" họp hàng năm vào ngày Chủ nhật gần nhất với cái chết của nhà vua để làm lễ tưởng niệm tại Votivkapelle.

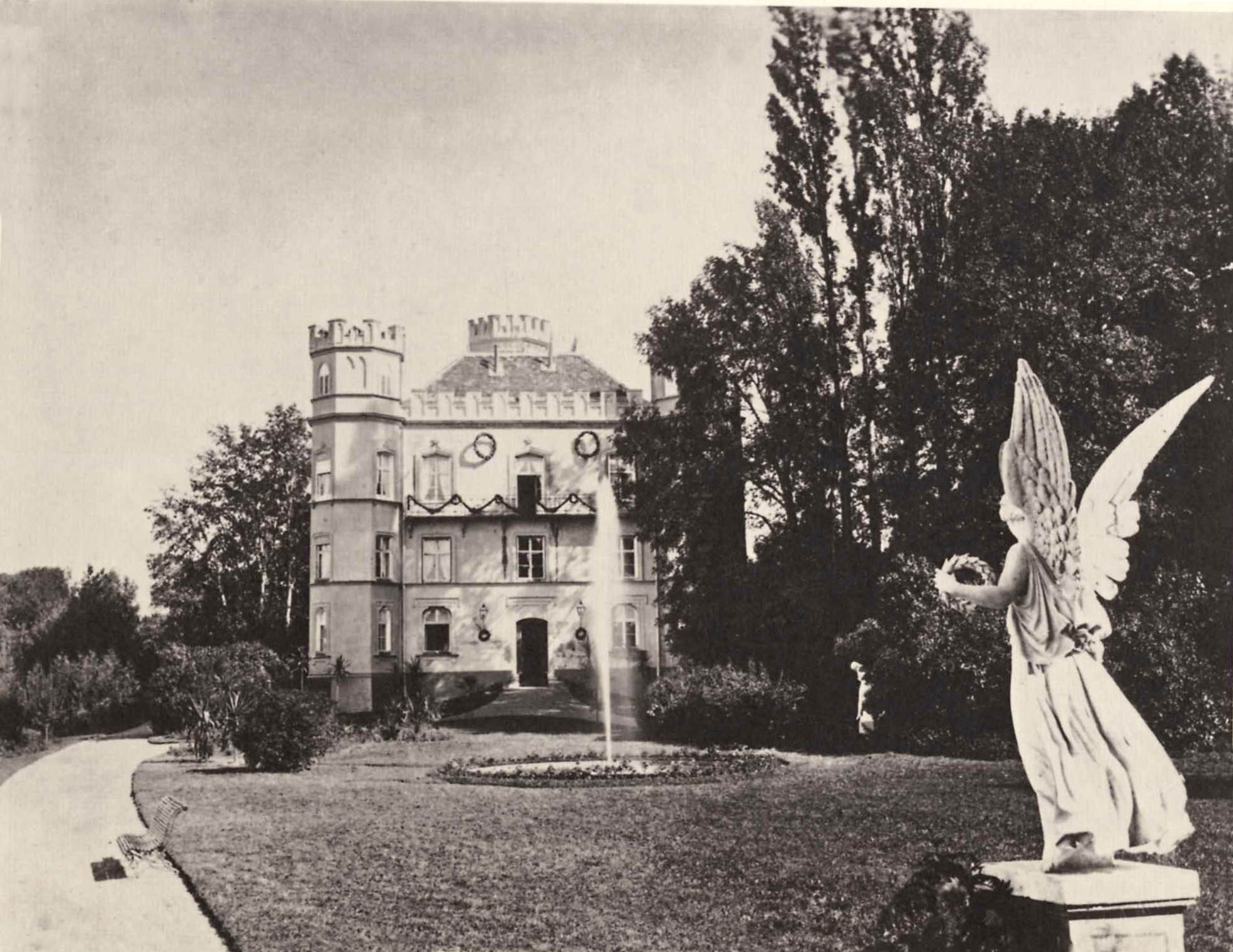
Joseph Albert: Lâu đài Berg bên hồ Starnberg, um 1886

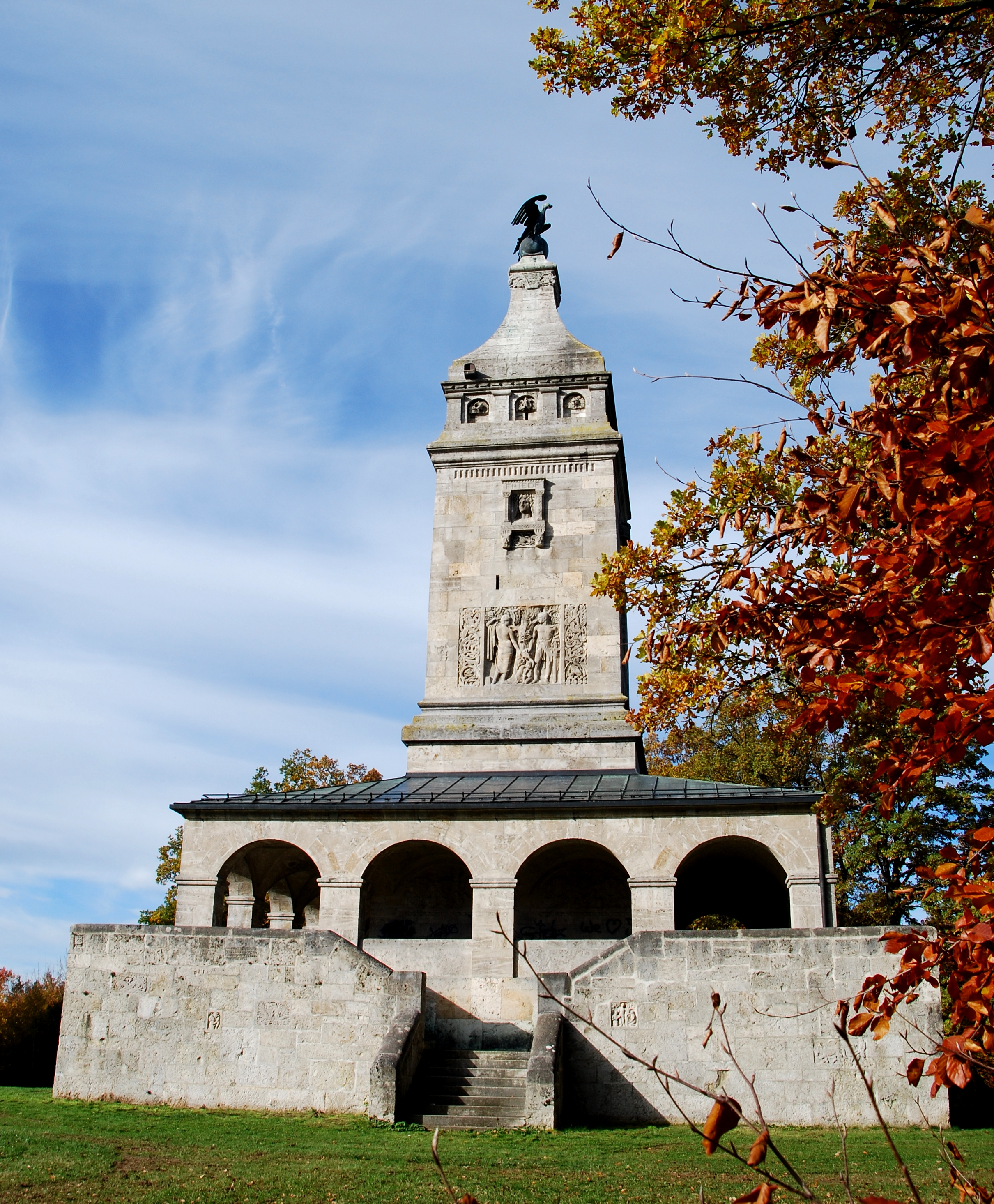
Bismarckturm ở Assenhausen

### Bismarckturm
Ở làng Assenhausen có Bismarckturm được xây 1896 tới 1899.

## Du lịch
Cả làng Berg và Leoni đều có bến tàu cho các tàu chở khách của Bayerische Seenschiffart trên Hồ Starnberg. Có những con đường mòn dành cho xe đạp và đi bộ đường dài dẫn qua cả hai làng của xã.